# Podocarpus affinis
Podocarpus affinis är en barrträdart som beskrevs av Berthold Carl Seemann. Podocarpus affinis ingår i släktet Podocarpus och familjen Podocarpaceae. IUCN kategoriserar arten globalt som sårbar. Inga underarter finns listade i Catalogue of Life.